# Amauromyza meridionalis
Amauromyza meridionalis är en tvåvingeart som beskrevs av Spencer 1975. Amauromyza meridionalis ingår i släktet Amauromyza och familjen minerarflugor.
Artens utbredningsområde är Sri Lanka. Inga underarter finns listade i Catalogue of Life.